# Hampton Pirates

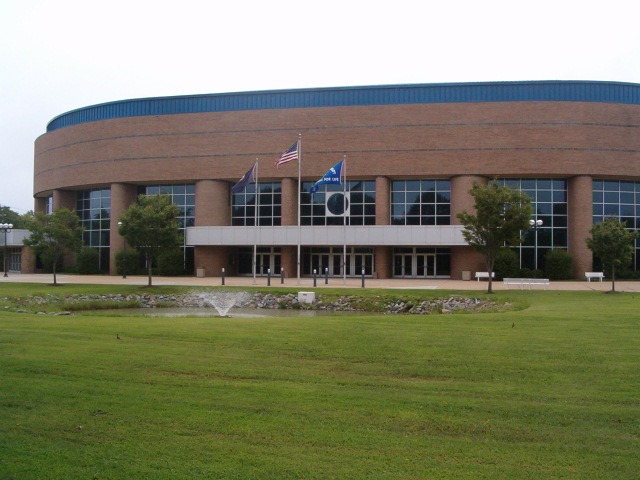
Hampton Convocation Center.

Hampton Pirates y Lady Pirates (español: los piratas de Hampton) es el nombre de los equipos deportivos de la Universidad Hampton, situada en Hampton (Virginia). Los equipos de los Pirates participan en las competiciones universitarias organizadas por la NCAA, y forman parte de la Colonial Athletic Association.

## Programa deportivo
Los Pirates compiten en 8 deportes masculinos, en 9 femeninos y uno mixto:
| - Masculino - Atletismo - Atletismo cubierta - Baloncesto - Cross - Fútbol americano - Golf - Lacrosse - Tenis | - Femenino - Atletismo - Atletismo cubierta - Baloncesto - Cross - Fútbol - Golf - Softball - Tenis - Voleibol | - Mixto - Vela |

## Instalaciones deportivas
- Hampton Convocation Center es el pabellón donde disputan sus partidos los equipos de baloncesto. Fue inaugurado en 1993 y tiene una capacidad para 7200 espectadores.[1]
- Armstrong Stadium, es el estadio donde disputan sus encuentros el equipo de fútbol americano. Inaugurado en 1928, ha sufrido diversas remodelaciones y ampliaciones, la última de ellas en 1999. Tiene una capacidad para 17.000 espectadores.[2]